# Dorothy Compton
Pour les articles homonymes, voir Compton.
Dorothy Compton, née au début des années 1900, est une actrice américaine. Elle est surtout connue pour avoir été la voix de l'un des Trois Petits Cochons, personnage des dessins animés de Walt Disney Productions.

## Filmographie
- 1932 : Sinners in the Sun : Fashion Model
- 1933 : Les Trois Petits Cochons (Three Little Pigs) : Nouf-Nouf (Fifer Pig) (voix)
- 1933 : It's Great to Be Alive : Dancer, Cheko Girl
- 1934 : When Do We Eat? d'Alfred J. Goulding
- 1934 : Le Grand Méchant Loup (The Big Bad Wolf) : Nouf-Nouf (Fifer Pig) (voix)
- 1936 : Les Trois Petits Loups  (Three Little Wolves) : Nouf-Nouf (Fifer Pig) (voix)
- 1939 : Le Cochon pratique ( The Practical Pig) : Nouf-Nouf (Fifer Pig) (voix)
- 1942 : Ma femme est un ange (I Married an Angel) (séquence 'Paris Honeymoon') :